# Цетинград
Цетинград (до 1991. Цетин Град) је насељено место и седиште истоимене општине на Кордуну, Карловачка жупанија, Република Хрватска.

## Географија
Цетинград се налази око 19 км североисточно од Слуња, а око 2,5 км од границе са Босном и Херцеговином.

## Историја
У њему је 1942. извршен покољ.
Цетинград се од јесени 1991. до августа 1995. године налазио у Републици Српској Крајини. До територијалне реорганизације у Хрватској налазио се у саставу бивше велике општине Слуњ.

### Усташки злочини у Другом светском рату
Из Цетинградске општине Слуњ 2. августа 1941. године на поменутом месту Мехино Стијење убијено је преко 300 Срба.

## Становништво
Према попису становништва из 2011. године, насеље Цетинград је имало 319 становника.

### Број становника по пописима
| Националност   | 2001. | 1991. | 1981. | 1971. | 1961. | 1953. | 1948. | 1931. | 1921. | 1910. | 1900. | 1890. | 1880. | 1869. | 1857. |
| бр. становника | 351   | 910   | 895   | 358   | 438   | 405   | 415   | 557   | 480   | 568   | 552   | 693   | 671   | 651   | 596   |

- напомене:

До 1900. исказивано под именом Валиш Село, од 1910. до 1971. под именом Цетин-Град, а 1981. и 1991. под именом Цетин Град. У 1880. садржи податке за насеље Ђурин Поток. Садржи податке и за бивше насеље Беговац које је од 1857. до 1948. исказивано као насеље. У 2001. смањено издвајањем насеља Грабарска и Пашин Поток. Од 1857. до 1890. те у 1981. и 1991. садржи податке за насеље Пашин Поток, а 1981. и 1991. за насеље Грабарска.

### Национални састав
| Националност       | 2001.        | 1991.        | 1981.        | 1971.        | 1961.        |
| Хрвати             | 317 (90,31%) | 655 (71,97%) | 604 (67,48%) | 752 (75,27%) | 833 (75,65%) |
| Срби               | 10 (2,84%)   | 195 (21,42%) | 182 (20,33%) | 244 (24,42%) | 267 (24,25%) |
| Југословени        | 0            | 6 (0,65%)    | 106 (11,84%) | 0            | 0            |
| остали и непознато | 24 (6,83%)   | 54 (5,93%)   | 3 (0,33%)    | 3 (0,30%)    | 1 (0,09%)    |
| Укупно             | 351          | 910          | 895          | 999          | 1.101        |

- У табели: Национални састав, за пописне године од 1961. до 1991. садржани су подаци за новоформирана насеља: Грабарска и Пашин Поток.

## Попис 1991.
На попису становништва 1991. године, насељено место Цетин Град је имало 910 становника, следећег националног састава:
| Попис 1991.‍  | Попис 1991.‍  | Попис 1991.‍ | Попис 1991.‍ | Попис 1991.‍ |
| ------------ | ------------ | ----------- | ----------- | ----------- |
|              |              |             |             |             |
| Хрвати       | Хрвати       |             | 655         | 71,97%      |
| Срби         | Срби         |             | 195         | 21,42%      |
| Муслимани    | Муслимани    |             | 21          | 2,30%       |
| Југословени  | Југословени  |             | 6           | 0,65%       |
| неопредељени | неопредељени |             | 19          | 2,08%       |
| непознато    | непознато    |             | 14          | 1,53%       |
| укупно: 910  |              |             |             |             |